# Agathemera crassa

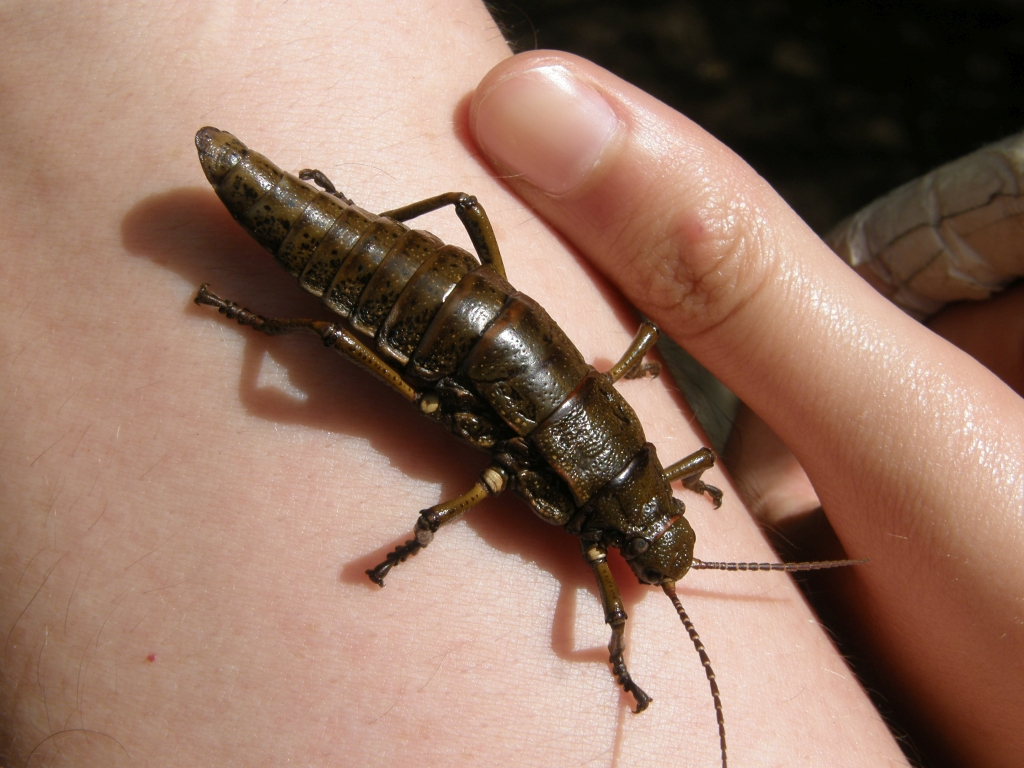
Visto en Villarrica, Sur de Chile

Agathemera crassa (chinchemolle, chinchimolle, chichina) es un insecto fasmatodeo originario de Chile, la Patagonia argentina y el centro-norte de Argentina. Es conocido por el intenso olor que secreta, utilizado a modo de defensa. La etimología de su nombre vernáculo más común, hace alusión a esta característica distintiva: chinchemolle (del quechua, chinche =bicho hediondo, molle= árbol oloroso)
Es una especie con importante dimorfismo sexual: las hembras, mucho más grandes, miden unos 75mm de largo y 16mm de ancho en el mesotórax.

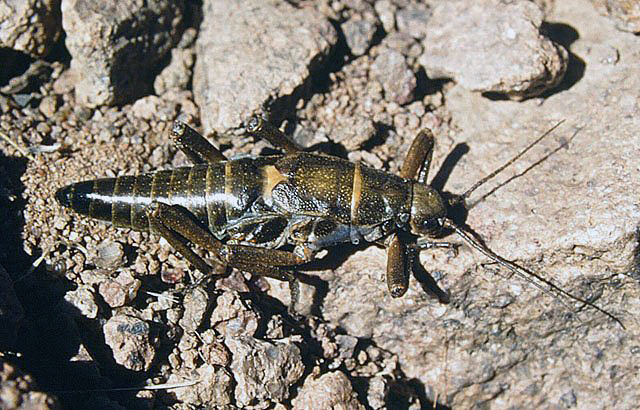
A. crassa